# Georg Adam Borsita von Martinitz

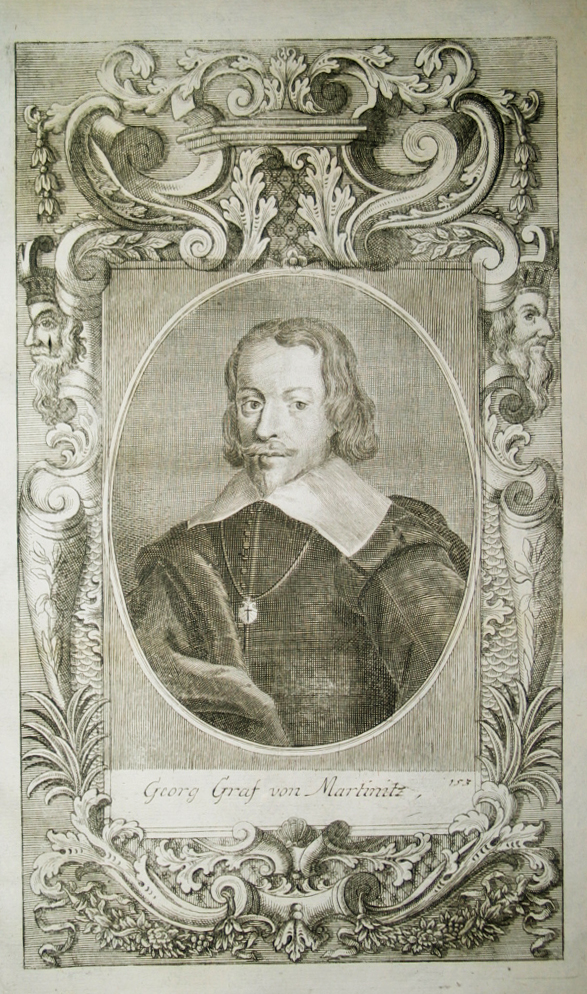
Georg Adam von Martinitz (1602–1651)

Graf Georg Adam (I.) Borsita von Martinitz (* 1602; † 6. November 1651 in Wien) war Geheimer Rat, Kämmerer und oberster Kanzler des Königreichs Böhmen.

## Herkunft
Seine Eltern waren der böhmische Statthalter Jaroslav Borsita von Martinic (* 6. Januar 1582; † 21. November 1649) und dessen erste Ehefrau die Gräfin Maria Eusebia von Sternberg (* 1584; † 3. April 1634).

## Leben
Er erhielt seine Schulbildung zunächst in Prag und Graz, dann an der Universität Löwen. Anschließend machte er seine Kavalierstour, die ihn durch Frankreich, Spanien, Portugal und Italien führte. Nach seiner Rückkehr tobte der Dreißigjährige Krieg und er schloss sich der ligistischen Armee unter Tilly an. Mit ihr nahm er an der Eroberung von Bielefeld, Hameln, Minden und Stolzenau teil.  Er verließ die Armee dann wieder und begleitete im Dezember 1625 den jungen Ferdinand III. zu dessen Krönung als König von Ungarn nach Preßburg. Anschließend wechselte er in den Staatsdienst und wurde 1627 Appellationsgerichts-Präsident und 1628 Präsident der böhmischen Kammer. Als Ferdinand 1634 in den Krieg zog, begleitete auch Martinitz ihn und nahm an der Eroberung von Regensburg und der Schlacht bei Nördlingen teil. 1638 ernannte ihn der Kaiser zum Geheimen Rat und Kämmerer. Als solcher wurde er 1641 zum Kurfürsten Friedrich Wilhelm geschickt, um ihn im Namen des Kaisers zur Krönung zu gratulieren. Schließlich wurde er im Jahr 1644 zum oberster Kanzler des Königreichs Böhmen ernannt.
Aber 1636 war er Vertreter Böhmens bei der Königswahl in Regensburg von Ferdinand und auch Vertreter der schlesischen Stände bei der Bischofswahl des Erzherzogs Leopold Wilhelm in Olmütz. 1647 wurde er von Kaiser mit dem Orden vom Goldenen Vließ ausgezeichnet.
Er starb nach sechsmonatiger Krankheit 1651 in Wien und wurde in der Jesuitenkirche begraben.

## Familie
Seine Ehe mit Johanna Gonzaga Fürstin und Markgräfin von Castiglioni ist kinderlos geblieben, daher erbte den Fideicommiss sein nächstältester Bruder Graf Bernhard Ignaz von Martinitz.